# Josef Seché (Maler)

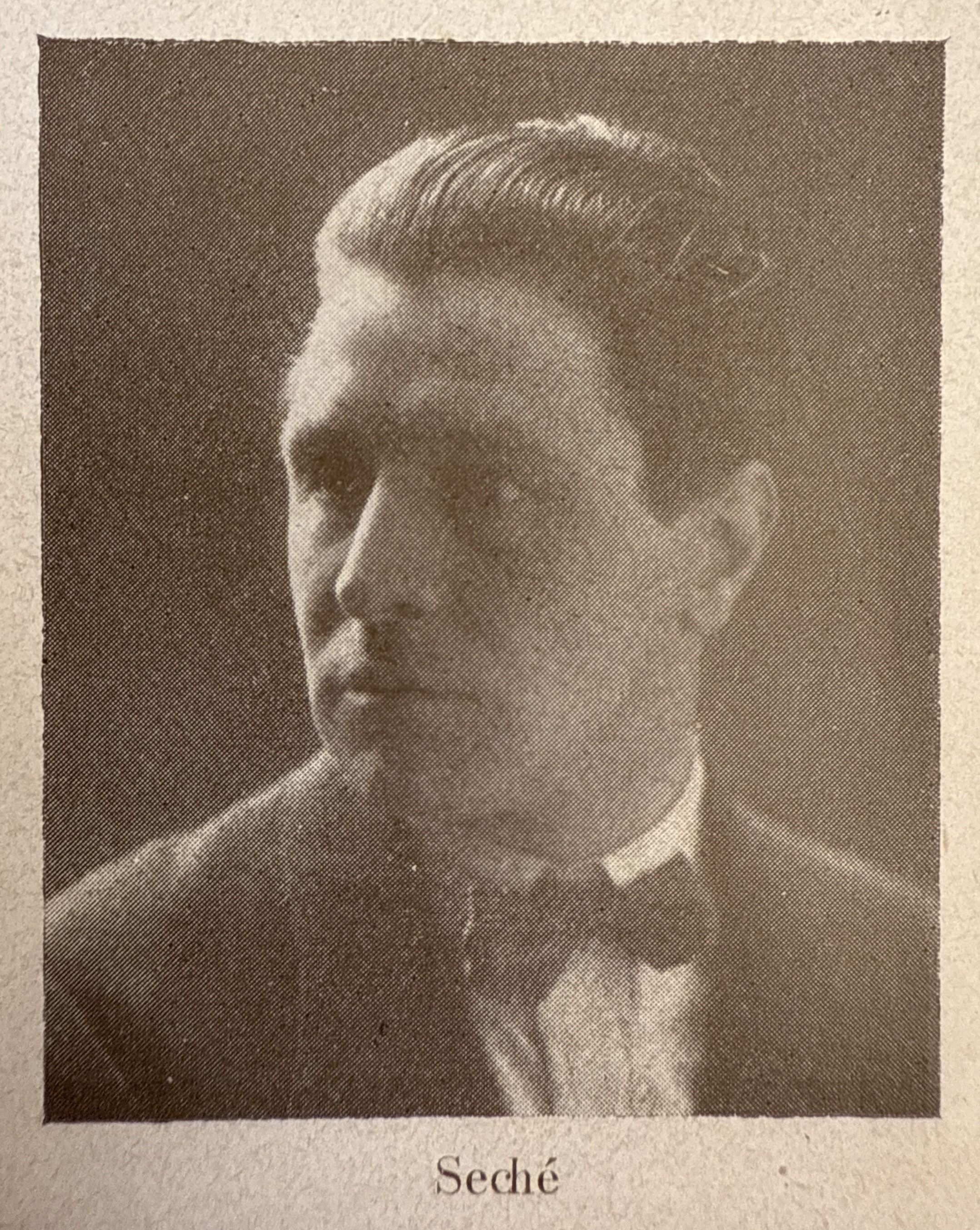
Foto von Josef Seche - Gebrauchsgraphik international advertising art 1924

Josef Seché (* 19. März 1880 in Köln; † 1948 in Seefeld; bürgerlicher, vollständiger Name: Emil Josef Karl Sechehaye) war ein deutscher Maler und Gebrauchsgraphiker.

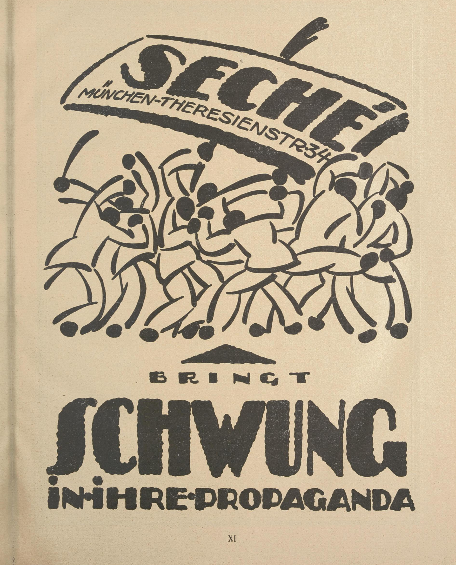
Eigenwerbung (1921)

## Leben
Josef Seché wurde 1880 als Sohn des Kölner Architekten Josef Seché (1850–1901) geboren und studierte zunächst Architektur an der Technischen Hochschule Stuttgart. Ab 1905 studierte er Malerei an der Kunstakademie München, er war dort Schüler von Franz von Stuck und Hugo von Habermann.
Seché heiratete Johanna Hilda Schwarz (1897–1942) aus Augsburg, die jüdischen Glaubens war. Das Paar wohnte in München und hatte einen gemeinsamen Sohn, den 1924 geborenen René Sechehaye.

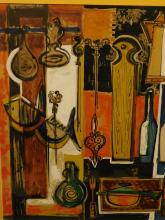
Stillleben

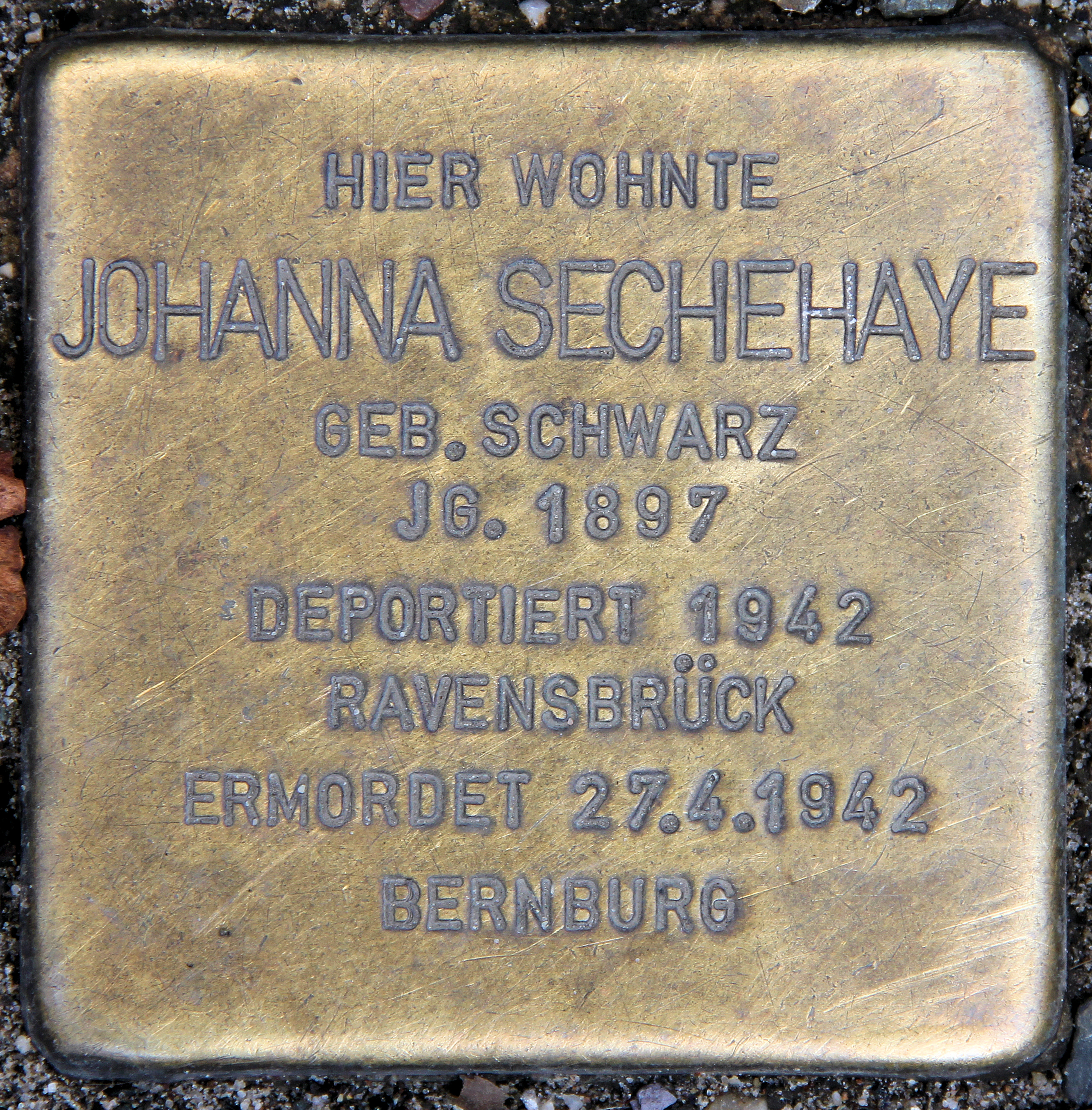
Stolperstein für Johanna Seché in Berlin

In den 1920er Jahren entwarf Seché für verschiedene Münchner Cafés, Theater und Casinos Plakate im Stil der Art déco. Er zeichnete das Plakat für die Reichs-Süßwaren-Messe 1924 in München und das Plakat für das Große Künstler-Trachten-Fest 1925. In dieser Zeit entstanden auch viele Stiche. Später übersiedelte er nach Berlin und unterrichtete dort an der Schule Reimann.
Unter dem Druck des sich verstärkenden Antisemitismus trennten sich Josef Seché und seine Frau um 1930 voneinander. Johanna Sechehaye wurde aus Berlin ins KZ Ravensbrück deportiert und 1942 in Bernburg ermordet. Zu dieser Zeit lebte und arbeitete Josef Seché in Breitbrunn am Ammersee. Nach 1945 verdiente er sich seinen Lebensunterhalt mit folkloristischen Brauchtumsdarstellungen.